# Ратицкое сельское поселение
Ратицкое сельское поселение — упразднённое муниципальное образование в Волотовском муниципальном районе Новгородской области России.
Административный центр — деревня Волот.
Упразднено в марте 2020 года в связи с преобразованием муниципального района в муниципальный округ. Оно соответствует административно-территориальной единице Ратицкое поселение Волотовского района.

## География
Территория поселения расположена на западе Новгородской области. По территории протекает река Колошка.

## История
Ратицкое сельское поселение было образовано законом Новгородской области от 2 декабря 2004 года № 350-ОЗ, Ратицкое поселение — законом Новгородской области от 11 ноября 2005 года № 559-ОЗ. Административным центром сперва была деревня Горки Ратицкие.
На территории сельского поселения по состоянию на апрель 2010 года было расположено 16 населённых пунктов (деревень):
Бёхово, Вязовня, Горки Бухаровы, Горки Ратицкие, Жарки, Клевицы, Красницы, Крутец, Лесная, Марьково, Плакса, Погляздово, Ратицы, Сухарёво, Учно, Хутонка.
12 апреля 2010 года в Ратицкое сельское поселение были включены населённые пункты упразднённых Волотовского сельского поселения и Городецкого сельского поселения, при этом объединённое муниципальное образование получило наименование Горское сельское поселение, а административный центр перенесён в деревню Волот.
С апреля 2010 года в состав поселения из упразднённого Волотовского сельского поселения вошли 18 населённых пунктов (деревень): Бозино, Борок, Борыни, Волот, Вояжа, Гниловец, Горки, Гумнище, Дерглец, Ивье, Кленовец, Пуково, Раглицы, Раменье, Рно, Ручьи, Хотяжа, Чураково; из упразднённого Городецкого сельского поселения вошли 11 населённых пунктов (деревень): Горицы, Городцы, Заречье, Камень, Парник, Подостровье, Ракитно, Сельцо, Устицы, Хотигоще, Язвино.
Законом Новгородской области от 3 марта 2016 года Горское сельское поселение было вновь переименовано в Ратицкое сельское поселение.

## Население
| 2010 | 2012  | 2013  | 2014  | 2015  | 2016  | 2017  |
| ---- | ----- | ----- | ----- | ----- | ----- | ----- |
| 1949 | ↘1869 | ↘1840 | ↘1837 | ↘1797 | ↘1743 | ↘1707 |

## Населённые пункты
В состав поселения входят 45 населённых пунктов.
| №  | Населённый пункт | Тип населённого пункта | Население |
| -- | ---------------- | ---------------------- | --------- |
| 1  | Бёхово           | деревня                | ↘11       |
| 2  | Бозино           | деревня                | →1        |
| 3  | Борок            | деревня                | ↗31       |
| 4  | Борыни           | деревня                | →0        |
| 5  | Волот            | деревня                | ↘379      |
| 6  | Вояжа            | деревня                | ↗40       |
| 7  | Вязовня          | деревня                | ↘8        |
| 8  | Гниловец         | деревня                | →2        |
| 9  | Горицы           | деревня                | ↘128      |
| 10 | Горки            | деревня                | ↘13       |
| 11 | Горки Бухаровы   | деревня                | ↘6        |
| 12 | Горки Ратицкие   | деревня                | ↘131      |
| 13 | Городцы          | деревня                | ↘259      |
| 14 | Гумнище          | деревня                | →0        |
| 15 | Дерглец          | деревня                | ↘46       |
| 16 | Жарки            | деревня                | ↘37       |
| 17 | Заречье          | деревня                | →1        |
| 18 | Ивье             | деревня                | →0        |
| 19 | Камень           | деревня                | →12       |
| 20 | Клевицы          | деревня                | →1        |
| 21 | Кленовец         | деревня                | →2        |
| 22 | Красницы         | деревня                | ↘5        |
| 23 | Крутец           | деревня                | ↘5        |
| 24 | Лесная           | деревня                | →1        |
| 25 | Марьково         | деревня                | →16       |
| 26 | Парник           | деревня                | →2        |
| 27 | Плакса           | деревня                | →0        |
| 28 | Погляздово       | деревня                | ↘29       |
| 29 | Подостровье      | деревня                | ↘12       |
| 30 | Пуково           | деревня                | ↘1        |
| 31 | Раглицы          | деревня                | ↘54       |
| 32 | Ракитно          | деревня                | ↗2        |
| 33 | Раменье          | деревня                | →1        |
| 34 | Ратицы           | деревня                | ↘40       |
| 35 | Рно              | деревня                | →25       |
| 36 | Ручьи            | деревня                | ↘1        |
| 37 | Сельцо           | деревня                | ↘56       |
| 38 | Сухарёво         | деревня                | →0        |
| 39 | Устицы           | деревня                | ↘1        |
| 40 | Учно             | деревня                | ↗82       |
| 41 | Хотигоще         | деревня                | →16       |
| 42 | Хотяжа           | деревня                | ↘182      |
| 43 | Хутонка          | деревня                | →0        |
| 44 | Чураково         | деревня                | ↘19       |
| 45 | Язвино           | деревня                | →63       |

## Социально-значимые объекты
В Горках Ратицких есть сельский дом культуры и медицинский центр (фельдшерско-акушерский пункт), отделение связи и муниципальное общеобразовательное учреждение «Основная общеобразовательная школа д. Горки Ратицкие».

## Транспорт
По территории проходит участок автодороги Р48 между деревней Выбити и посёлком Волот. Ближайшие железнодорожные станции в Мяково и Волоте на линии Октябрьской железной дороги на линии Бологое-Московское — Валдай — Старая Русса — Дно-1.